# Антонович, Александр Трифонович
Алекса́ндр Три́фонович Антоно́вич (23 августа [4 сентября] 1877, Мглин, Черниговская губерния — 1937, Красноярск) — русский военачальник, генерал-майор Белой армии. Участник Белого движения в Сибири.

## Образование
Выпускник Академии Генерального штаба (1907 г.).

## Участие в Гражданской войне
В 1918—1919 годах — Управляющий делами Академии Генерального штаба. В апреле 1919 года назначен начальником Томских военно-окружных училищных курсов, впоследствии Томского военного училища. В июне 1919 года 3-й генерал-квартирмейстер при Ставке Верховного главнокомандующего адмирала А. В. Колчака. Был произведен в генерал-майора. С 12 апреля по 12 декабря 1920 года начальник штаба сухопутных и морских сил Приморской области. В 1922 году попал в плен к большевикам во Владивостоке. По некоторым сведениям погиб в Красноярской тюрьме.

## Сочинения
- Дневник. 1918—1922 гг., рукопись.